# Калварија Зебжидовска
Калварија Зебжидовска (пољ. Kalwaria Zebrzydowska) је град у Пољској у Војводству Малопољском у Повјату вадовицком. Према попису становништва из 2011. у граду је живело 4.587 становника. Град је име добио по верском комплексу „калварија“, парку Калварија Зебжидовска, који је 1999. године уписан на Унеско-в списак места Светске баштине у Европи.

## Историја
Град је основан 1617. године у циљу осигуравања места за становање бројним ходочасницима који су посећивали верски комплекс Калварије Зебжидовске. Град је проширио у новом плану Јан Зебжидовски 1640. године и добио је градска права под именом Nowy Zebrzydow. Око 1715. године град је страдао у страшном пожару и обновио га је његов нови власник, Јозеф Чарторјски, који је касније изградио палату породице Чарторјски, око 1729—1731, да би она 1980их постала фрањевачко сјемениште.
Током прве поделе Пољске 1772. године, ово подручје су анектирали Хабсбурговци у Аустријско царство, па је град једноставно био познат као Калварија. Године 1887. власник града је постао Јан Канти Брандис који га поновно назива Калварија Зебжидовска, али је 1896. године изгубио градска прва по одлуци аустријских власти.
Изградња цркве св. Јосифа је започета 1905. године, а при крају Првог светског рата, 1918. године, град је враћен под окриље Пољске државе. Градска права је поновно добио 1934. године. Након Другог светског рата, град је углавном заснивао своју економију на производњи намештаја и дрво-обрађивачкој индустрији, али и непрекинутом приливу ходочасника у његов верски комплекс.

## Становништво
Према прелиминарним подацима са пописа, у граду је 2011. живело 4.587 становника.
| 2002. | 2011. | 2012. |
| ----- | ----- | ----- |
| 4.442 | 4.587 | 4.608 |

## Култура
Парк Калварија Зебжидовска је маниристички ходочаснички парк и пејзажни комплекс изграђен у 17. веку у духу противреформације која је подстицала изградњу „калварија“ у католичкој Европи. Калварија Зебжидовска је започета 1600. године када је Миколај Зебжидовски, војвода Кракова, на брду Жар почео да гради ходочаснички парк и самостан за Бернардинце, Фрањевачке чуваре базилике Светог гроба у Јерусалиму. Калварија је дизајнирана према карти Јерусалима из 1584. године коју је израдио холандски теолог и свештеник, Христијан Крујк ван Адрихем
Комплекс се састоји од грађевина:
- Базилика св. Девице Марије је фрањевачка црква коју је дизајнирао Јан Марија Бернардони, а извео Паул Баударт, архитекта и златар из Антверпена, 1603. - 1609.
- Капела „Ecce Homo“ (Ratusz Pilata) изграђена је у уписаном грчком кругу од 1605—1609. године. Главни брод архитектура је украшен декорацијама у стилу холандског маниризма.
- Капела Распећа је прва грађевина која је подигнута, од 1600—1601, чиме је започета изградња Калварије.
- Капела Срца Маријина је изграђена у облику срца 1615. године како би се обележио сусрет Исуса са мајком на путу Крста.

## Градови пријатељи
Град Калварија Зебжидовска је побратимљен или има неки вид сарадње са:
- Љевоча, Словачка
- Хамелн, Немачка
- Калварија, Литванија

## Галерија
- Унутрашњост Базилике
- Пилатова капела и капела Распећа
- Капела св. Гроба
- Пилатова капела
- Капела Срца Маријина
- Капела Узнесења
- Врх брда Жар са капелом Господина
- Главни трг испред базилике